# Açude Angicos
Açude Angicos é um açude brasileiro no estado do Ceará. O açude fica é compartilhado pelo limite municipal entre Coreaú e Frecheirinha. Ambas as cidades utilizam-no para abastecer a população, principalmente Frecheirinha que abastece toda a cidade por meio dele. Coreaú já conta com principalmente com os açudes Várzea da Volta e Diamante. Está construído sobre o leito do riacho Juazeiro nos municípios de Frecheirinha e Coreaú, com capacidade de 56.05 milhões de metros cúbicos. A Bacia Hidrográfica do açude é de 287,290 quilômetros cúbicos e a Bacia Hidráulica de 1.090 hectares.

## História
Sua construção teve início em 1996, pela Secretaria de Recursos Hídricos do Estado do Ceará, na gestão do governador Ciro Gomes e concluiu-se em maio de 1998, na gestão do governador Tasso Jereissati. O governo do estado do Ceará assinou contrato com a empresa EIT S/A no dia 11 de setembro de 1995, tendo ordem de serviço executada em 01 de março de 1996, a obra teve início no dia seguinte a ordem serviço, com previsão de conclusão em 09 de julho de 1998.  A construção custou um total de R$ 2.713.008,10 ao governo estadual.

## Galeria

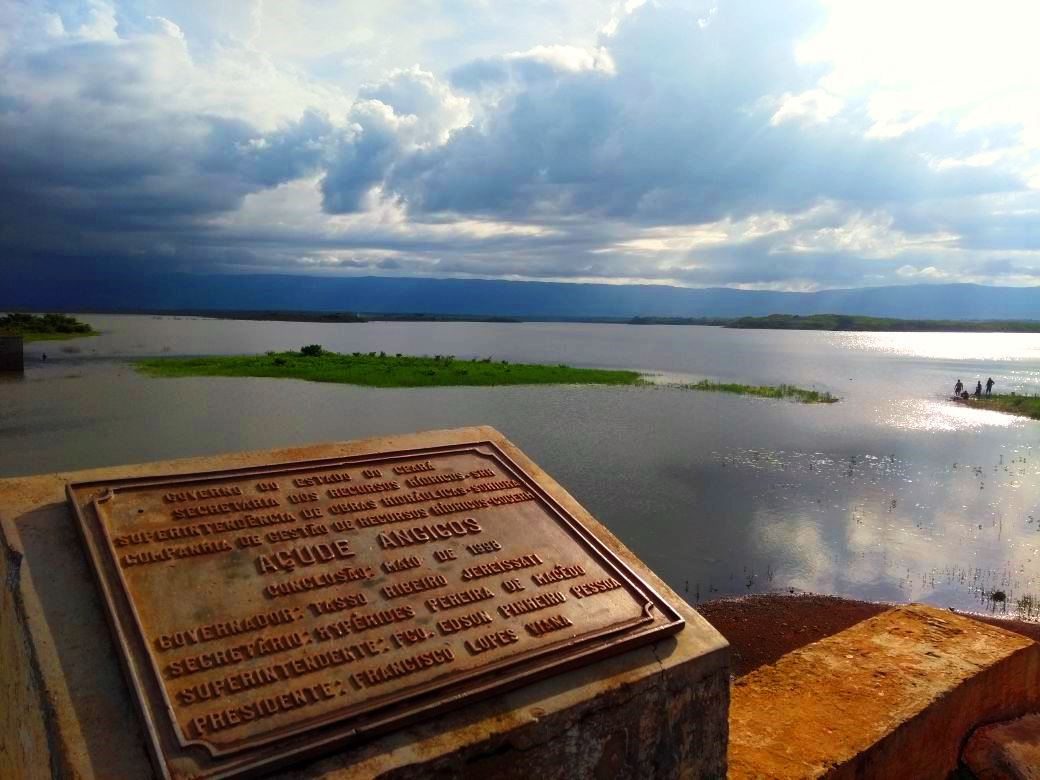
Vista das águas e a Serra da Ibiapaba ao fundo.
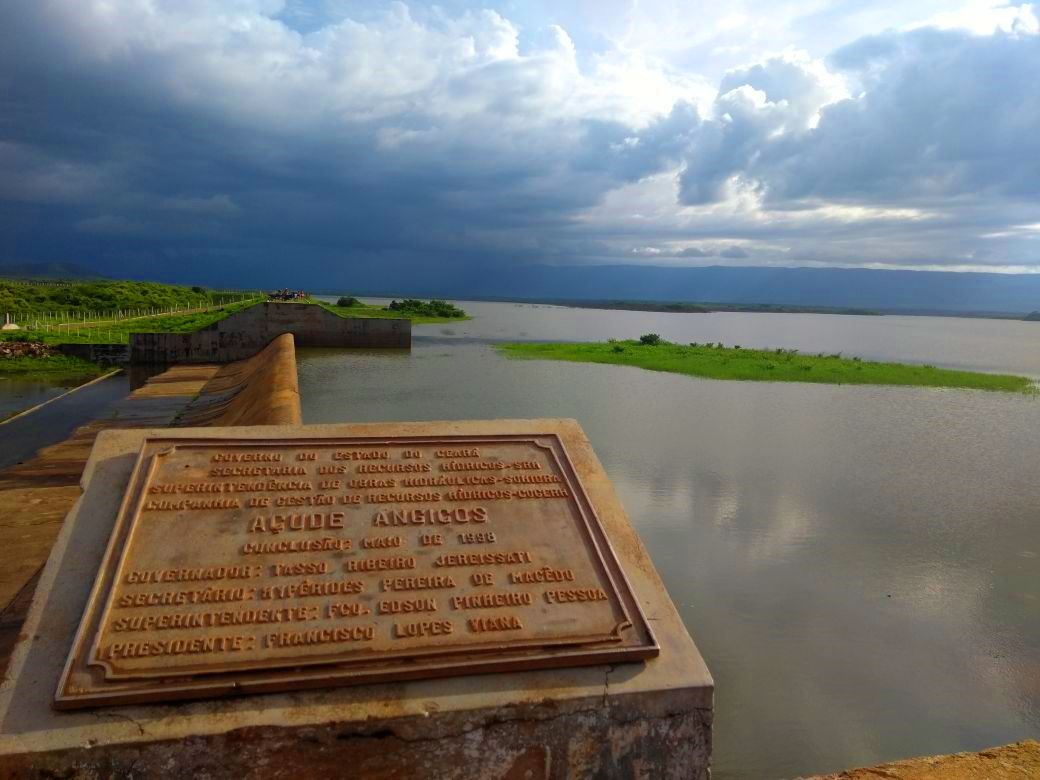
Vista da arquitetura de parte do paredão.
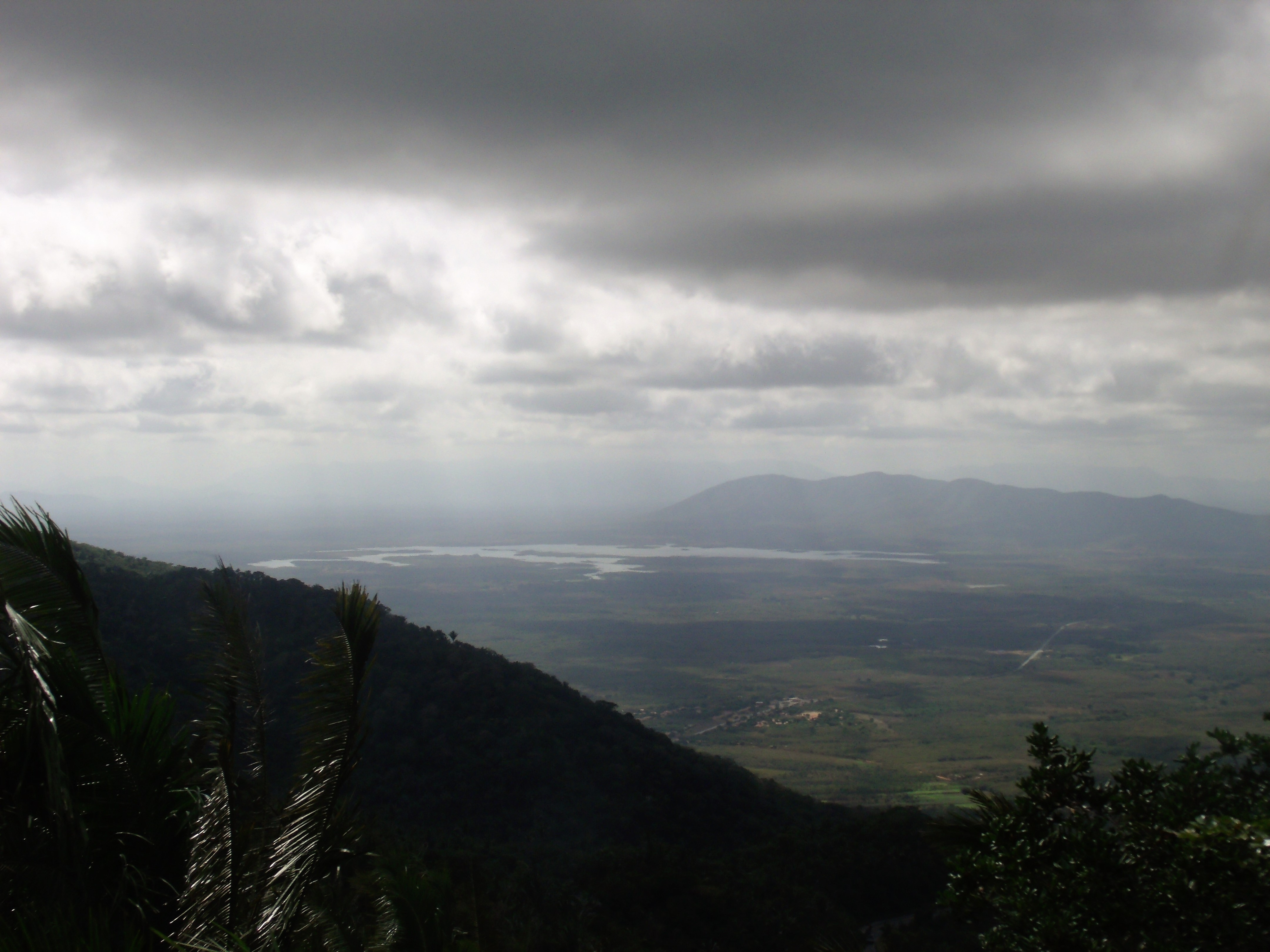
Visto de cima da Serra Grande.